# Sin Jonggju
Sin Jonggju (hangul: 신영규, handzsa: 申英奎, RR: Shin Yung-Kyoo; 1942. március 30. – 1996. március 18.) észak-koreai válogatott labdarúgó.
Az észak-koreai válogatott tagjaként részt vett az 1966-os világbajnokságon.